# Stefan Jacobsson
Stefan Jacobsson (født 30. december 1982 i Donsö, Sverige) er svensk politiker, som var leder for Svenskernes Parti. Han har tidligere været aktiv i det nynazistiske Svenska motståndsrörelsen.